# Mallophora cingulata
Mallophora cingulata là một loài ruồi trong họ Asilidae. Mallophora cingulata được Artigas & Angulo miêu tả năm 1980. Loài này phân bố ở vùng Tân nhiệt đới.